# Nematopagurus ricei
Nematopagurus ricei is een tienpotigensoort uit de familie van de Paguridae. De wetenschappelijke naam van de soort is voor het eerst geldig gepubliceerd in 2004 door McLaughlin.